# Krisztián Adorján
Krisztián Adorján (Boedapest, 19 januari 1993) is een Hongaars voetballer die bij voorkeur als aanvallende middenvelder speelt. 

## Clubcarrière

### Liverpool FC
Adorján werd in 2009 door Liverpool FC overgenomen van MTK Hungaria. 

### FC Groningen
Liverpool verhuurde Adorján in het seizoen 2013/14 aan FC Groningen, dat daarbij een eenzijdige optie tot koop kreeg. Op zaterdag 3 augustus 2013 in de wedstrijd tegen N.E.C. maakte hij zijn debuut in het betaald voetbal. Op zondag 25 augustus startte hij voor het eerst in de basis tegen Go Ahead Eagles. In deze wedstrijd maakte Adorjan zijn eerste Eredivisiedoelpunt, de 2–2 in de wedstrijd. Een aantal minuten later ontving hij een rode kaart voor een vermeende elleboogstoot. FC Groningen besloot in mei 2014 Adorján niet definitief over te nemen.

### Novara Calcio
Op de laatste dag van de transferzomer in 2014 deed Liverpool Adorján definitief van de hand. Hij tekende een driejarig contract bij Novara Calcio, op dat moment actief in de Serie C.